# مارك داكس
مارك داكس (بالفرنسية: Marc Dax)‏ هو طبيب أعصاب فرنسي، ولد في 27 ديسمبر 1771 في Tarascon-sur-Ariège ‏ في فرنسا، وتوفي في 3 يونيو 1837 في Sommières ‏ في فرنسا.